# Hồng Hà (xã)
Hồng Hà là một xã thuộc huyện Đan Phượng, thành phố Hà Nội, Việt Nam

## Vị trí địa lý:
- Là một xã nằm ở phía đông bắc huyện Đan Phượng
- Phía Đông giáp sông Hồng, xã Liên Hồng
- phía Tây giáp xã Hạ Mỗ, Trung Châu
- phía Nam giáp xã Hạ Mỗ
- phía Bắc giáp sông Hồng.
- Hồng Hà là một xã ven sông Hồng. Xưa địa phận xã Hồng Hà là nơi giao nhau của các con sông chính của Hà Nội (Sông Hồng, Sông Nhuệ) mà dấu vết còn lại cho đến ngày nay là hệ thống đầm Bát Lang thuộc xã Hạ Mỗ (tiếp giáp xã Hồng Hà) và Thành Ô Diên dưới thời Lý Nam Đế được xây dựng tại đây.

## Các đơn vị hành chính:
Xã gồm 5 làng là: Bồng Lai, Bá Dương Nội, Bá Dương Thị, Tiên Tân, Thắng Lợi. Hiện nay chính quyền xã đã chia lại đơn vị hành chính của xã ra thành 9 cụm.

## Lễ hội:
Hồng Hà có các lễ hội lớn sau:
- Ngày 3 tháng giêng: Lễ hội rước bánh dày làng Bá được 5 miền trong làng thay nhau tổ chức(miền Tâm tỉnh, Đồng tâm, Đồng tiến, Liên Hợp, Đồng Độ).
- Ngày 4 đến ngày 8, 9 tháng Giêng: Hội vật dân tộc của Xã, khởi khai từ điểm luyện binh thời nhà Đinh ở vùng Châu Diên (Ô Diên thành-kinh đô nhà Tiền Lý). Đây được coi là cái nôi của Hội vật dân tộc ở miền Bắc, là sới vật duy nhất của huyện Đan Phượng còn giữ và phát triển cho đến ngày nay.
- Ngày 13 tháng giêng lễ hội Cầu Ngư làng Vạn Vĩ, tưởng nhớ thành hoàng làng Võ Duệ có công phò tá nhà Hậu Lê.
- Ngày 14 tháng 3 ÂL: Lễ hội thôn Bồng Lai thờ Đức Thánh Mẫu Hạo Nương cung phi thứ 9 của vua Lý Thánh Tông, thân mẫu của hoàng tử là Hoằng Chân (tức Linh Lang Đại vương) một là vị thần được thờ tại đền Voi Phục (một trong Tứ trấn của Thăng Long Hà Nội) phía Tây thành Thăng Long cũ.
- Ngày 15-16 tháng 3 (ÂL): Hội thả diều truyền thống Bá Dương Nội. Đây là một lễ hội dân gian đặc sắc của vùng đồng bằng châu thổ trồng lúa nước. Được sự quan tâm của đông đảo nhân dân thủ đô.

## Dân cư, văn hoá, xã hội:
Hồng Hà là một xã đông dân cư, có mật độ phân bố dân cư cao thuộc loại cao của huyện. Theo thống kê tháng 7 năm 2006 thì dân số Hồng Hà khoảng 12000 người.
Lịch sử hình thành và phát triển của xã Hồng Hà chứng kiến nhiều cuộc di dân quy mô lớn. Năm 1971, do ảnh hưởng của thiên nhiên, 2 làng Nại Châu và Nại Xá và một phần các làng Bá Dương Nội, Bá Dương Thị bị lở xuống sông Hồng, năm 1972 theo tiếng gọi của Đảng, nhân dân các làng bị ảnh hưởng trận lụt lịch sử đã ngược dòng sông Mã lập vùng kinh mới thành lập hợp tác xã Thống Nhất tại xã Chiềng Khương huyện Sông Mã tỉnh Sơn La.
Hòa bình được lập lại thì đã có nhiều đợt di dân tới làm việc tại vùng kinh tế mới khác như (Hà Bắc, Sơn La, Lâm Đồng, bãi Tứ Liên, Yên Phụ).
Là một xã đông dân cư đất nông nghiệp ít (5 thước/người) nên xã Hồng Hà phát triển nhiều nghề phụ như nấu rượu gạo, làm đậu và chăn nuôi lợn. Rượu và đậu làng Bá nổi tiếng trong vùng chủ yếu cung cấp cho nội thành Hà Nội.

## Danh nhân, người nổi tiếng:
- Thi Sách người huyện Chu Diên, chồng Trưng Trắc, con gái một Lạc tướng huyện Mê Linh. "Theo Nại Tử xã Thần miếu sự tích nguyên gốc tại xã Hồng Hà, Đan Phượng, Hà Nội (Trang 8 - 12)".
- Nguyễn Cả, vị tướng nhà Đinh có công đánh dẹp loạn 12 sứ quân
- Thánh mẫu Hạo Nương, người làng Bồng Lai, thân mẫu của hoàng tử Hoằng Chân (tức Linh Lang Đại vương).
- Bộ trưởng Nguyễn Xuân Cường. Ông hiện là Ủy viên Ban Chấp hành Trung ương Đảng Cộng sản Việt Nam khóa XII Bộ trưởng Bộ Nông nghiệp và Phát triển Nông thôn Việt Nam (từ ngày 28/07/2016), đại biểu quốc hội Việt Nam khóa XIV.

## Di tích
Đình làng Bá Dương, thờ tướng nhà Đinh Nguyễn Cả, người tham gia dẹp loạn 12 sứ quân lập ra nhà nước Đại Cồ Việt.
Miếu Châu Thổ (hay còn gọi là miếu diều), thờ thần linh châu thổ, nơi tổ chức lễ hội diều truyền thống lớn nhất miền bắc vào ngày 15/3 Âm lịch hàng năm.
Đình Tu thờ Linh Lang Đại Vương,là vị thần được thờ tại đền Voi Phục (một trong Tứ trấn của Thăng Long Hà Nội) phía Tây thành Thăng Long.
Đền Đoàn thờ Hạo Nương, bà là cung phi thứ 9 của vua Lý Thánh Tông, thân mẫu của hoàng tử Hoằng Chân (tức Linh Lang Đại vương)